# Trigonostemon longipedunculatus
Trigonostemon longipedunculatus är en törelväxtart som först beskrevs av Adolph Daniel Edward Elmer, och fick sitt nu gällande namn av Adolph Daniel Edward Elmer. Trigonostemon longipedunculatus ingår i släktet Trigonostemon och familjen törelväxter.

## Underarter
Arten delas in i följande underarter:
- T. l. longipedunculatus
- T. l. mollis